# 神明神社 (船橋市)
神明神社（しんめいじんじゃ）は、千葉県船橋市薬円台にある神社である。旧社格は村社。
桜の木がたくさんあり、遊具も多いので近隣の子供たちの遊び場として親しまれている。

## 祭神
天照皇大神

## 由緒
社伝によれば薬園台新田村の鎮守として宝暦年間（1751-64年）頃に創建されたといわれている。

## 行事
毎年秋には祭りが開かれ、舞台では太鼓、歌芸など様々な催し物がある。
2016年は、10月15日に開かれた。
催し物の最後に舞台から薬園台の町の各町会長たちによって餅がなげられる。

## 交通
- 京成松戸線薬園台駅から徒歩13分